# Trier
Trier je grad u njemačkoj saveznoj pokrajini Porajnju i Falačkoj. Nalazi se na rijeci Moselle, blizu granice s Francuskom i Luksemburgom. Grad ima preko 100.000 stanovnika.
Trier je osnovan 16. pr. Kr., čime je najstariji grad u Njemačkoj. Također je najstarije sjedište biskupa sjeverno od Alpa. 
U gradu se nalazi poznato Sveučilište.

## Povijest
Prema srednjovjekovnoj zbirci legendi Gesta Treverorum (Djela Trevera), grad je osnovao Trebeta, Asirski princ, stoljećima prije starih Rimljana. Njegov otac je bio Ninus, asirski kralj, čija je žena, a Trebetova maćeha Semiramida, nakon kraljeve smrti preuzela kraljevstvo, a Trebeta protjerala u Europu. Nakon mnogih lutanja, oko 2000 pr. Kr. Trebeta je s grupom kolonizatora došao u Njemačku i naselio se u mjestu koje će postati Trier. Nakon njegove smrti, stanovnici Triera su njegovo tijelo kremirali na brdu Petrisberg.
Rimsko Carstvo je pokorilo narod Trevere u 1. st. pr. Kr., i oko 30. god. pr. Kr. osnovan je grad Augusta Treverorum (latinski za „Plemeniti grad Trevera“). Naziv je vjerojatno počivao na tituli tadašnjeg vladara Carstva, Cezara Augusta. Grad je postao prijestolnicom pokrajine Gallia Belgica, ali i cijele prefekture Galije. Kao prijestolnica Zapadnog Rimskog Carstva, rimski Trier je bio rodno mjesto svetog Ambrozija. God. 395., rimska administracija je napustila grad prepustivši lokalnom stanovništvu da organizira odbranu grada. Na taj način je prekinut autoritet Rimljana u Galiji. 
Franci su zauzeli grad oko 459. god., a već 870. god. bip je dio Istočne Franačke, koja će se razviti u Sveto Rimsko Carstvo. Relikvije Svetog Matije koje su donesene u grad, potaknule su razvoj hodočasničkih putovanja. Jačanjem biskupa, Trierska nadbiskupija je priznata kao elektorat carstva, jedna od najsnažnijih njemačkih državica. Sveučilište u Trieru je osnovano 1473. god.
Zasjedanje Reichstaga, na kojemu su ustanovljene regionalne marke Svetog Rimskog Carstva, je održano u Trieru 1512. god. U 17. stoljeću, Trierski nadbiskupi i prinčevi-elektori premjestili su svoju prijestolnicu u dvorac Philippsburg u Ehrenbreitstein, pokraj Koblenza.
U 17. i 18. st. Francuska je tijekom Tridesetogodišnjeg ratapolagala pravo na Trier koji je 1794. god., tijekom revolucije uspjela i osvojiti, te raspustiti izbornu nadbiskupiju. Nakon Napoleonskih ratova, 1815. god., Trier je pripao Kraljevini Prusiji. Karl Marx je rođen u ovom gradu 1818. god.
Kao dio pruskog poranja, Trier se ekonomski razvio tijekom 19. stoljeća. Nakon revolucionarne 1848. god. pobunjenici su bili prisiljeni na pomirbu, a dijelom Njemačkog Carstva postaje 1871. god.
U lipnju 1940. god., preko 60,000 britanskih ratnih Dunkirk i sjeverne Francuske, marširali su za Trier koji je postao glavnom postajom za sve njemačke ratne zarobljenike prije odlaska za druge logore.  Tijekom 1944. god. grad je pretrpio bombardiranje Savezničkih zrakoplova. Nakon Drugog svjetskog rata pripao je njemačkoj pokrajini Rhineland-Palatinate. Sveučilište, koje je raspušteno 1797. god., ponovno je osnovano 1970ih, a Trierska katedrala je ponovno otvorena 1974. god. Trier je proslavio 2000 godišnjicu osnutka grada 1984. god.

## Znamenitosti

### Svjetska baština
Stari je (rimski) dio grada na popisu UNESCO-ove Svjetske baštine:
- Porta Nigra - najočuvanija rimska gradska vrata sjeverno od Alpa
- Amfiteatar u Trieru
- Kaiserthermen - ostaci carskih rimskih termi.
- Konstantinova bazilika (Aula Palatina), bazilika sa 67 metara dugom prijestolnom dvoranom cara Konstantina; danas služi kao protestantska crkva.
- Barbarine toplice - rimsko kupatilno na kojemu je izgrađena crkva sv. Barbare.
- Rimski most (Römerbrücke) preko rijeke Moselle je najstariji most sjeverno od Alpa koji se još uvijek koristi.
- Igelski stup
- Trierska katedrala sv. Petra; ranokršćanska katedrala u kojoj se čuva Sveta tunika, koju je, prema kršćanskoj predaji, Isus imao na sebi za vrijeme Križnog puta. Tunika je prvi put zabilježena u 12. stoljeću, a izlaže se u nepravilnim intervalima svakih par desetljeća.
- Crkva naše Gospe (Liebfrauenkirche) - jedna od najstarijih gotičkih crkvi u Njemačkoj u stilu francuske gotike.

- Gospina crkva u Trieru
- Rimski most u Trieru
- Ostaci Trierskih carskih termi (Kaiserthermen)
- Trierska izborna palača s Konstantinovom bazilikom u pozadini

### Ostale znamenitosti
- kapela sv. Mateja (Abtei St. Matthias) je samostan u čijoj srednjovjekovnoj crkvi je pokopan jedan od apostola – Sveti Matija (jedini sjeverno od Alpa).
- crkva sv. Ganglofa; gradska crkva na tržnici koja je parirala nadbiskupskoj katedrali.
- crkva sv. Pavla; najvažnija barokna crkva u pokrajini Rhineland-Palatinate kojoj je dijelove radio slavni arhitekt Balthasar Neumann.
- staro židovsko groblje (Weidegasse).[1]
- Dva lučna krana, jedan gotički "Stari kran" (Alte Krahnen) ili "Trier Moselle Kran" (Trierer Moselkrahn) iz 1413. god., i drugi iz 1774. god., barokni kran nazvan  "(Stari) carinski kran" ((Alter) Zollkran) ili "Mlađi Moselle kran" (Jüngerer Moselkran).

## Poznati stanovnici
- Sveti Ambrozije - rođen u Trieru
- Sveta Helena
- Sveti Emigdije - rođen u Trieru
- Karl Marx - rođen u Trieru